# ɴ
Cette page contient des caractères spéciaux ou non latins. S’ils s’affichent mal (▯, ?, etc.), consultez la page d’aide Unicode.
Le symbole petite capitale N, (minuscule : ɴ) est une lettre additionnelle de l’écriture latine qui est utilisée dans certaines transcriptions phonétiques dont l’alphabet phonétique international et l’alphabet phonétique ouralien et a été utilisée dans le Premier traité grammatical islandais au Moyen Âge.

## Utilisation

### Premier traité grammatical
Au Moyen Âge, l’auteur du Premier traité grammatical islandais a utilisé ‹ ɴ › pour transcrire le n géminé.

### Alphabet phonétique international
Dans l’alphabet phonétique international, [ɴ] représente une consonne nasale uvulaire voisée.
Dans les premières versions de l’alphabet phonétique international, le [ɴ] a d’abord transcrit un consonne nasale palatale ou vélaire selon la langue notée. Depuis 1900 ces consonnes sont transcrites [ɲ] et [ŋ] et le [ɴ] transcrit une consonne nasale uvulaire.

### Alphabet phonétique américaniste
J. Alden Mason utilise la petite capitale n pour représenter une consonne nasale alvéolaire sourde ou semi-voisée dans la transcription américaniste du tepecano,.

### Alphabet phonétique ouralien
Dans l’alphabet phonétique ouralien, ‹ ɴ › représente une consonne nasale alvéolaire sourde, notée [n̥] avec l’alphabet phonétique international, par opposition à ‹ n › représentant une consonne nasale alvéolaire voisée, [n].

### Autres
Rasmus Rask utilise la petite capitale N dans la translittération du cingalais en 1821 pour noter la lettre ණ, ou dans la translittération de l’avestique, notamment en 1826 ou 1834, pour noter la lettre 𐬧.

## Représentations informatiques
La petite capitale N peut être représentée avec les caractères Unicode (Alphabet phonétique international) suivants :
| formes    | représentations | chaînes de caractères | points de code | descriptions                              |
| --------- | --------------- | --------------------- | -------------- | ----------------------------------------- |
| minuscule | ɴ               | ɴ                     | U+0274         | lettre minuscule latine petite capitale N |